# Западни Врачар
Западни Врачар је бивша општина у Београду, а данас урбано насеље које се налази у северном делу општине Савски венац. Постојала је до 1957. године, када је заједно са Топчидерским брдом формирала данашњу општину Савски венац. Граничи се на истоку са Сењаком, а на западу и северу са општином Врачар. Данас представља месну заједницу на Савском венцу.
Почетком 1920-их на Западном Врачару су се налазили Прва пешадијска официрска школа Краља Александра и, преко пута ње, Дом стараца и старица.